# Шитрит, Меир
Меир Шитрит (ивр. מאיר שטרית‎, род. 10 октября 1948) — израильский политик, депутат кнессета от партии Кадима, ранее занимал должности министра строительства и министра внутренних дел в правительстве Израиля.

## Биография
Родился в Марокко, прибыл в Израиль в 1957 году. В 16 лет окончил среднюю школу и поступил на биологический факультет Университета имени Бар-Илана. По окончании учёбы призван на службу в Армию обороны Израиля. Служил в медицинских войсках. В 1974 году уволился в запас в чине майора.
Свою общественную деятельность начал как мэр города Явне в 1974—1987 годах. Он был избран в Кнессет от «Ликуда» в 1981 году, и был депутатом до 1988 года, после чего ушёл, чтобы стать казначеем агентства Сохнут. Вернулся в политику в 1992 году.
В 1998 году Биньямин Нетаньяху назначил Меира Шитрита министром финансов вместо Яакова Неэмана. В 2001 году он был назначен министром юстиции.
В 2003 году Меир Шитрит стал министром без портфеля при министерстве финансов. В 2004 году подал в отставку и стал министром транспорта вместо ушедшего Авигдора Либермана. После создания партии «Кадима» Шитрит оставил «Ликуд» и вступил в новую партию.
В 2006 году был назначен на пост министра строительства. В 2007 году занял пост главы МВД.
1 декабря 2012 года перешёл в партию Тнуа и был избран от неё в Кнессет 19-го созыва.